# Акыев, Аганияз Мусагулыевич
Аганияз Акыев (туркм. Aganyýaz Akyýew) — туркменский государственный деятель.

## Биография
Родился в 1966 году в пгт Карабекаул Чарджоуской области Туркменской ССР.
В 1992 г. окончил Туркменский государственный университет, по специальности — химик, учитель химии.
Трудовую деятельность начал в 1992 году преподавателем. Далее находился на службе в Комитете национальной безопасности Туркменистана, затем в составе Службы безопасности президента Туркменистана.
2002—2003 — заместитель министра национальной безопасности Туркменистана по подбору и расстановке кадров.
2003—2005 — хяким города Туркменбаши Балканского велаята.
2005 — первый заместитель хякима Балканского велаята.
01.07.2005 — 25.01.2006 — управляющий делами аппарата президента Туркменистана.
22.08.2005 — 25.01.2006 — заместитель Председателя Кабинета министров Туркменистана, координатор Туркменистана по работе со странами СНГ.
25.01.2006 — 27.11.2006 — хяким Дашогузского велаята. Уволен за «серьёзные недостатки в работе и допущение приписок в сведения о севе пшеницы под урожай 2007 года».

## Вариант транскрипции имени
- Имя: Аганыяз